# Michael Spindelegger

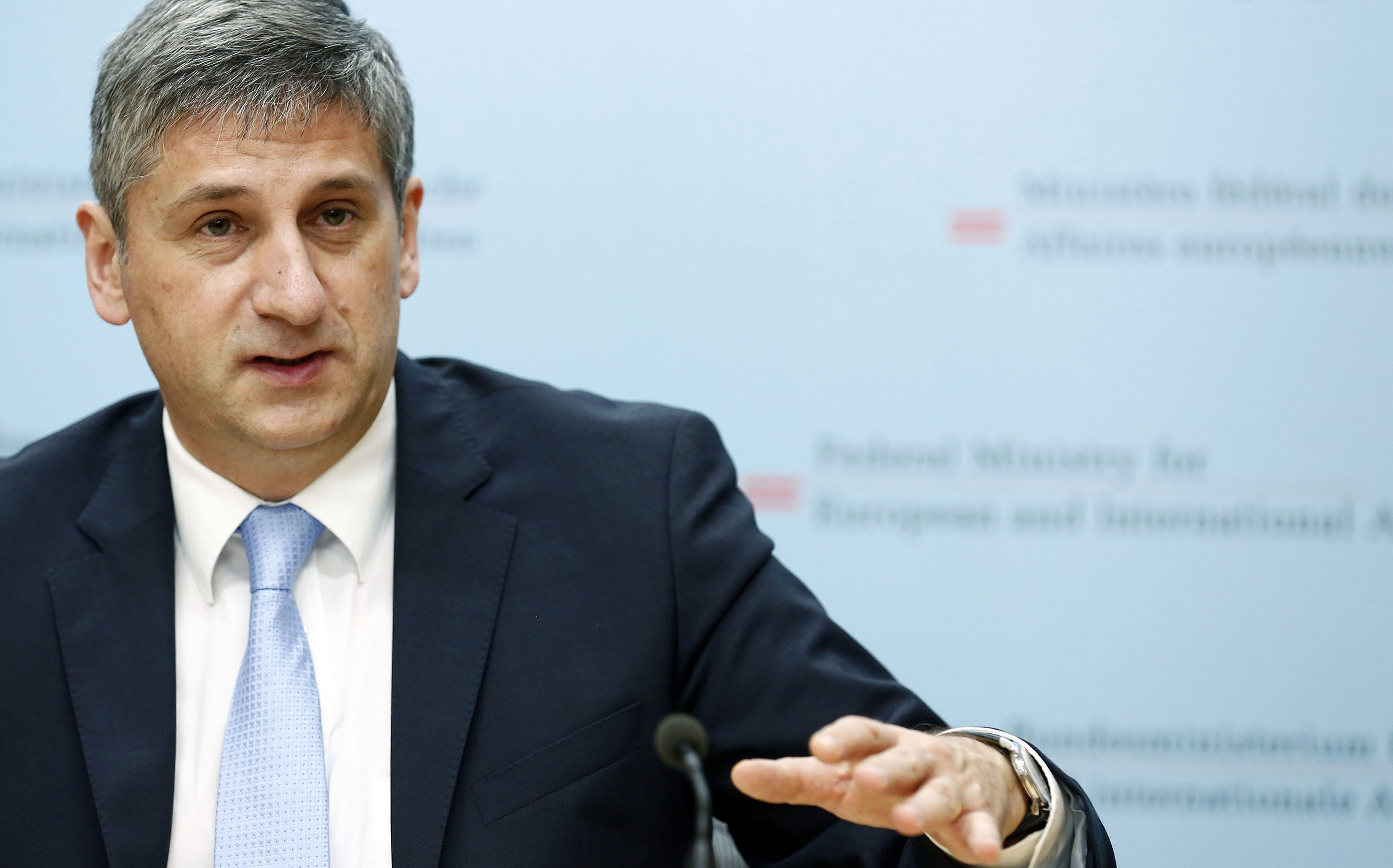
Michael Spindelegger (2013)

Michael Spindelegger (* 21. Dezember 1959 in Mödling) ist ein ehemaliger österreichischer Politiker (ÖVP). Von 2008 bis 2013 war er österreichischer Außenminister, ab April bzw. Mai 2011 auch Vizekanzler und ÖVP-Bundesparteiobmann. Von 2013 bis zu seinem Rücktritt von allen Ämtern im August 2014 war er Finanzminister. Seit 2016 leitet er das Zentrum für Entwicklung von Migrationspolitik (ICMPD).

## Leben
Spindelegger besuchte die Volksschule in Hinterbrühl, wo er aufwuchs und heute lebt. Danach besuchte er das Gymnasium in Mödling, an dem er mit Sportmanager Ronnie Leitgeb in derselben Klasse war. 1977 bis 1978 leistete er seinen Dienst als Einjährig-Freiwilliger des österreichischen Bundesheeres. Im Rahmen einer Milizoffizierslaufbahn bekleidet Spindelegger den Rang eines Oberleutnants. Ab 1978 studierte er Rechtswissenschaften an der Universität Wien und schloss 1983 mit dem Doktor ab. Nebenbei war er als Assistent am Institut für Strafrecht und Kriminologie der Universität Wien tätig. Anschließend war er Rechtspraktikant an verschiedenen Gerichten.
Nach der Promotion begann Spindelegger eine berufliche Karriere im Dienst des Landes Niederösterreich und in den Bezirkshauptmannschaften Gmünd und Baden. Er ist Mitglied der katholischen Studentenverbindungen KAV Norica im ÖCV, ferner Ehrenphilister der KÖaV Floriana St. Pölten und der ÖKaV Theresiana im ÖCV sowie der KÖStV Tuistonia Mödling im MKV. Spindelegger ist seit 2009 Mitglied des Ritterordens vom Heiligen Grab zu Jerusalem.
Spindelegger ist mit einer Angestellten des Rechnungshofs verheiratet und hat zwei Söhne.
Seit 17. November 2014 ist er Mitglied des Aufsichtsrates der im Besitz der Familie Turnauer befindlichen Industrieliegenschaftsverwaltung AG. Ab 2015 war er Direktor der Agentur zur Modernisierung der Ukraine (AMU) mit Sitz in Wien. Gemeinsam mit internationalen Experten hatte Spindelegger zum Ziel, die Ukraine und ihre Weiterentwicklung in Richtung EU zu fördern und zu unterstützen. Dass auch der ukrainische Oligarch Dmytro Firtasch an der Finanzierung der Agentur beteiligt ist, führte zu Kritik an Spindeleggers Engagement in der Agentur.
Seit Jänner 2016 ist er Generaldirektor des in Wien ansässigen Internationalen Zentrums für die Entwicklung von Migrationspolitik (International Centre for Migration Policy Development – ICMPD). Anfang Juni 2025 wurde Susanne Raab zu seiner Nachfolgerin als Generaldirektorin des ICMPD ab 2026 gewählt.

## Politik
Im Jahr 1987 stieg er nach dem Vorbild seines Vaters, Erich Spindelegger, in die Politik ein. Zuerst leitete er das Sekretariat seines Mentors Robert Lichal im Bundesministerium für Landesverteidigung, mit dem er in den Oerlikon-Skandal verwickelt war und in den Verdacht geriet, an einer verbotenen Parteienfinanzierung für die ÖVP beteiligt gewesen zu sein. Das entsprechende Verfahren wurde nach dreijährigen Ermittlungen eingestellt.
Ab 1990 arbeitete er eng mit dem damaligen ÖVP-Außenminister Alois Mock zusammen. Beide Politiker bezeichnet Spindelegger heute noch als Vorbilder. 1990 wechselte Spindelegger in die Privatwirtschaft und absolvierte ein Trainee-Programm der Industriellenvereinigung. Er arbeitete in der Rechtsabteilung von Alcatel, bei Siemens im Vertrieb, in der Verbundgesellschaft, in Deutschland bei der Bundesvereinigung der Deutschen Arbeitgeberverbände und im Vorstandssekretariat der GiroCredit Bank AG der Sparkassen.
Ab 1991 war Spindelegger Bundesobmannstellvertreter des ÖAAB, von 2009 bis 2011 dessen Bundesobmann. Kurze Zeit war er 1992 im Bundesrat, ab 1993 Abgeordneter zum Nationalrat. In den Jahren 1995 und 1996 war er Abgeordneter zum Europäischen Parlament. 1996 wechselte Spindelegger wieder in den österreichischen Nationalrat, wo er bis Dezember 2008 tätig war. Er wurde zum außenpolitischen Sprecher der ÖVP und Fraktionsführer im außenpolitischen Ausschuss. Außerdem war er von 2000 bis 2006 Klubobmann-Stellvertreter der ÖVP im Nationalrat.
Ab 2006 war Spindelegger zweiter Nationalratspräsident. Am 28. Oktober 2008 wurde er mit 142 von 170 gültigen Stimmen erneut zum zweiten Nationalratspräsidenten gewählt. Michael Spindelegger wurde jedoch wenig später bei den Koalitionsverhandlungen mit der SPÖ von Josef Pröll als Außenminister nominiert, nachdem die amtierende Außenministerin Ursula Plassnik kurz vor Abschluss des Koalitionspakts bekannt gegeben hatte, für das Amt nicht mehr zur Verfügung zu stehen. Spindelegger trat das Ministeramt am 2. Dezember 2008 an. Sein Nachfolger als zweiter Nationalratspräsident wurde am 3. Dezember 2008 Fritz Neugebauer.
Nachdem Josef Pröll im April 2011 als ÖVP-Obmann und Vizekanzler zurückgetreten war, wurde Spindelegger am 14. April 2011 vom Parteivorstand als dessen Nachfolger in beiden Positionen designiert. Am 21. April wurde er als Vizekanzler angelobt, am 20. Mai offiziell zum Bundesparteiobmann gewählt. In der Folge zog Spindelegger einen Schlussstrich unter diverse ÖVP-Skandale. ÖVP-Funktionäre und -Mandatare müssen sich nun zur Einhaltung des ÖVP-Verhaltenskodex verpflichten, über dessen Einhaltung der ÖVP-Ethikrat wacht.
Inhaltlich setzte Michael Spindelegger stark auf das Thema „Wirtschaft und Arbeitsplätze“, wobei er mit der Kritik konfrontiert war, dass er als ÖAAB-Mitglied über zu wenig Wirtschaftskompetenz verfüge. Daher ließ sich der ÖVP-Chef von einer von ihm initiierten Wirtschaftsplattform namens „Unternehmen Österreich 2025“ wirtschaftspolitische Vorschläge erarbeiten.
Bei der Nationalratswahl 2013 trat Spindelegger mit dem Anspruch, nach der Wahl Bundeskanzler zu werden, als Spitzenkandidat seiner Partei an. Dabei proklamierte er oft eine Entfesselung der Wirtschaft, worunter er sich flexiblere Arbeitszeiten und liberalere Arbeitsbestimmungen vorstellte. Mit 23,99 Prozent erhielt die ÖVP jedoch auch bei dieser Wahl nur die zweitmeisten Stimmen und ging nach zweimonatigen Koalitionsverhandlungen mit Spindelegger als Chefverhandler aufseiten der Volkspartei eine Regierung mit der erstplatzierten SPÖ ein. Spindelegger selbst übernahm das Amt des Finanzministers, sein Nachfolger im Außenministerium wurde der damals 27-jährige Sebastian Kurz.
Am 26. August 2014 gab Spindelegger seinen Rücktritt von allen Ämtern bekannt. Grund dafür war parteiinterne Kritik, vor allem im Bereich der Steuerreform. Als Bundesparteiobmann der ÖVP und Vizekanzler folgte ihm der Wirtschafts- und Wissenschaftsminister Reinhold Mitterlehner, als Finanzminister Hans Jörg Schelling.
Im April 2023 wurde bekannt, dass „in dem wiederaufgebauten Flüchtlingscamp Lipa in Bosnien-Herzegowina (...) ein Abschiebezentrum mit einem Gefängnis entstehen“ solle, wobei vom ICMPD zunächst keine Stellungnahme vorlag. Am 14. April 2023 meldete der ORF unter Bezugnahme auf ein APA-Gespräch, Spindelegger habe „Vorwürfe im Zusammenhang mit dem bosnischen Flüchtlingscamp Lipa als ,völligen Unsinn' zurückgewiesen. (...) Das ICMPD sei auch kein ,ÖVP-nahes Institut';“ wenige Tage später dann: „Der umstrittene Bau im bosnischen Flüchtlingslager Lipa beschäftigt nun auch die EU-Kommission. Die SPÖ-Europaabgeordnete Theresa Bielowski stellte eine dringende Anfrage an die Brüssler Behörde zur Klärung der Lage.“
Am 11. Mai 2023 brachte die ICMPD Klage gegen die NGO „SOS Balkanroute“ von  Kid Pex (Petar Rosandić) aufgrund von Kommentaren, die „insgesamt grob irreführend, unvollständig und teilweise unwahr und kreditschädigend“ seien. Konkret wird darauf verwiesen, dass der Zubau im Auftrag der EU erfolgte, ICMPD nicht Betreiber der Anlage sei, sondern nur Errichter. Nach der Verhandlung im Juli 2023 wurde die Klage vom Handelsgericht in Wien abgewiesen und im November 2023 lag das schriftliche Ausfertigung des Urteils vor. Im  Dezember 2023 wurde es rechtskräftig.

## Ehrungen
- Großes Silbernes Ehrenzeichen mit dem Stern für Verdienste um die Republik Österreich (2004)[36][37]
- Großes Goldenes Ehrenzeichen am Bande für Verdienste um die Republik Österreich (2012)[38][37]
- Komtur mit Stern des Verdienstordens der Republik Ungarn (2012)
- Goldenes Komturkreuz mit dem Stern des Ehrenzeichens für Verdienste um das Bundesland Niederösterreich (2021)[39]

## Belege
1. ↑  Spindelegger mit 95,5 Prozent neuer ÖVP-Chef. In: oesterreich.orf.at. 20. Mai 2011, abgerufen am 28. Oktober 2018.
2. ↑  Rücktritt in den Salzburger Nachrichten, abgerufen am 26. August 2014
3. 1 2 3 4  Benedikt Narodoslawsky/Datum (Nr. 12/2010, S. 37f): Der Immerbrave (Memento vom 15. April 2012 im Internet Archive)
4. ↑  Bundesvereinigung der Milizverbände: 25 Jahre Bundesvereinigung der Milizverbände und ihre wehrpolitischen Aktivitäten. Autorenregister, Milizverlag, Salzburg 2010, 152.
5. ↑  06 12 2013 um 21:25 von Thomas Prior: Michael Spindeleggers junge Sekretäre. 6. Dezember 2013, abgerufen am 23. März 2025.
6. ↑  „Jerusalem: Außenminister Spindelegger im Österreichischen Hospiz“,KAP, 19. Februar 2010
7. ↑  „Außenminister Spindelegger wurde Grabesritter“ (Memento vom 17. April 2011 im Internet Archive), kathweb.at, 24. Juni 2009, abgerufen am 12. März 2011
8. ↑  derStandard.at – Spindelegger hat neuen Job als Aufsichtsrat. Artikel vom 27. November 2014, abgerufen am 27. November 2014.
9. ↑  AMU-Team beginnt Programm-Arbeit | The Agency for the Modernisation of Ukraine, 13.05.2015. In: ots.at. 13. Mai 2015, abgerufen am 9. März 2024.
10. ↑  derStandard.at – Spindelegger wird Direktor von ukrainischer Modernisierungsagentur. APA-Meldung vom 3. März 2015, abgerufen am 3. März 2015.
11. ↑  orf.at – Neuer Job für Spindelegger. Artikel vom 30. September 2015, abgerufen am 30. September 2015.
12. ↑  diepresse.com: Wie Michael Spindelegger zu seinem neuen Job kam – Modernisierung der Ukraine abgesagt. Artikel vom 30. September 2015, abgerufen am 2. Oktober 2015.
13. ↑  Kurier: Europa von Innen: Spindelegger ist wieder da. Artikel vom 28. Jänner 2016, abgerufen am 28. Jänner 2016.
14. ↑  ICMPD: Susanne Raab elected new Director General. In: icmpd.org. 6. Juni 2025, abgerufen am 5. Juni 2025 (englisch).
15. ↑  Susanne Raab wird Generaldirektorin des Wiener Zentrums für Migrationspolitik. In: Die Presse. 5. Juni 2025, abgerufen am 6. Juni 2025.
16. ↑  Die Munitionsaffäre aus dem Archiv, Der Standard, 17. Mai 2011
17. ↑  Der Spiegel: Fliederbusch für die Gattin, 15. Jänner 1990
18. ↑  Österreich hat eine neue Regierung
19. ↑  orf.at: Neues ÖVP-Regierungsteam angelobt
20. ↑  ÖVP Verhaltenskodex (Memento vom 9. August 2013 im Internet Archive), ÖVP Homepage, abgerufen am 30. August 2013
21. ↑  ÖVP-Ethikrat
22. ↑  Profilschwäche, Wiener Zeitung, 20. April 2012
23. ↑  Unternehmen Österreich 2025 (Memento des Originals vom 29. August 2013 im Internet Archive)  Info: Der Archivlink wurde automatisch eingesetzt und noch nicht geprüft. Bitte prüfe Original- und Archivlink gemäß Anleitung und entferne dann diesen Hinweis.
24. ↑  Österreich 2025 – Das Land der Erfolge (Memento vom 15. Dezember 2013 im Internet Archive) (PDF; 3,3 MB), Ergebnispapier, 8. Oktober 2012
25. ↑  Spindelegger will Kanzler werden, abgerufen am 21. Februar 2016
26. ↑  Spindelegger will die Wirtschaft entfesseln (Memento vom 21. Februar 2016 im Internet Archive), abgerufen am 21. Februar 2016
27. ↑  Koalition fix: „Müssen Österreich nicht neu erfinden“ (Memento vom 15. Dezember 2013 im Internet Archive), abgerufen am 21. Februar 2016
28. ↑  Koalition steht: Spindelegger wird Finanzminister, Kurz Außenminister, abgerufen am 21. Februar 2016
29. ↑  derstandard – „Spindelegger: ‚Ich trete von allen Ämtern zurück‘“
30. ↑  ORF at/Agenturen red: Abschiebezentrum im bosnischen Camp Lipa. 5. April 2023, abgerufen am 14. April 2023.
31. ↑  red, ORF.at/Agenturen: Flüchtlingscamp Lipa: Spindelegger weist Vorwürfe zurück (20230414)
32. ↑  red, ORF.at/Agenturen: Flüchtlingscamp Lipa: Dringende Anfrage an Kommission. Abgerufen am 19. April 2023.
33. ↑  Kreditschädigungsklage gegen die NGO "SOS Balkanroute" wegen eines Camps in Lipa. Abgerufen am 14. Juni 2023 (österreichisches Deutsch).
34. ↑  wien ORF at/Agenturen red: SOS Balkanroute: Schriftliches Urteil liegt vor. 7. November 2023, abgerufen am 21. April 2024.
35. ↑  wien ORF at/Agenturen red: SOS Balkanroute: Urteil rechtskräftig. 13. Dezember 2023, abgerufen am 21. April 2024.
36. ↑  österreichischen Parlament (Memento vom 17. April 2011 im Internet Archive), abgerufen am 11. Juni 2009.
37. 1 2  Aufstellung aller durch den Bundespräsidenten verliehenen Ehrenzeichen für Verdienste um die Republik Österreich ab 1952 (PDF; 6,6 MB)
38. ↑  Orden für die Regierung: „Wo war mei Leistung?“ (Memento vom 25. April 2014 im Internet Archive), Kleine Zeitung, 24. Jänner 2012
39. ↑  Hohe Auszeichnung für Michael Spindelegger. In: ORF.at. 12. Oktober 2021, abgerufen am 12. Oktober 2021.

| Personendaten    | Personendaten                          |
| ---------------- | -------------------------------------- |
| NAME             | Spindelegger, Michael                  |
| KURZBESCHREIBUNG | österreichischer Politiker (ÖVP), MdEP |
| GEBURTSDATUM     | 21. Dezember 1959                      |
| GEBURTSORT       | Mödling                                |